# Acronychia
Acronychia is een geslacht uit de wijnruitfamilie (Rutaceae). Het geslacht telt vierenveertig soorten, hoofdzakelijk struiken. Het geslacht heeft een groot verspreidingsgebied; de soorten komen voor in China, Zuidoost-Azië, India, Maleisië, Indonesië, Australië en de eilanden in de westelijke Grote Oceaan.

## Soorten
- Acronychia aberrans T.G.Hartley
- Acronychia acidula F.Muell.
- Acronychia acronychioides (F.Muell.) T.G.Hartley
- Acronychia acuminata T.G.Hartley
- Acronychia arfakensis Gibbs
- Acronychia baeuerlenii T.G.Hartley
- Acronychia brassii T.G.Hartley
- Acronychia carrii T.G.Hartley
- Acronychia cartilaginea T.G.Hartley
- Acronychia chooreechillum (F.M.Bailey) C.T.White
- Acronychia crassipetala T.G.Hartley
- Acronychia cuspidata Lauterb.
- Acronychia dimorphocalyx T.G.Hartley
- Acronychia emarginata Lauterb.
- Acronychia eungellensis T.G.Hartley & B.Hyland
- Acronychia foveata T.G.Hartley
- Acronychia glauca T.G.Hartley
- Acronychia goniocarpa Merr. & L.M.Perry
- Acronychia gurakorensis T.G.Hartley
- Acronychia imperforata F.Muell.
- Acronychia intermedia T.G.Hartley
- Acronychia kaindiensis T.G.Hartley
- Acronychia laevis J.R.Forst. & G.Forst.
- Acronychia ledermannii Lauterb.
- Acronychia littoralis T.G.Hartley & J.B.Williams
- Acronychia macrocalyx T.G.Hartley
- Acronychia montana T.G.Hartley
- Acronychia murina Ridl.
- Acronychia normanbiensis T.G.Hartley
- Acronychia oblongifolia (A.Cunn. ex Hook.) Endl. ex Heynh.
- Acronychia octandra (F.Muell.) T.G.Hartley
- Acronychia papuana Gibbs
- Acronychia parviflora C.T.White
- Acronychia pauciflora C.T.White
- Acronychia pedunculata (L.) Miq.
- Acronychia peninsularis T.G.Hartley
- Acronychia pubescens (F.M.Bailey) C.T.White
- Acronychia pullei Lauterb.
- Acronychia reticulata Lauterb.
- Acronychia richards-beehleri Takeuchi
- Acronychia rubescens Lauterb.
- Acronychia rugosa T.G.Hartley
- Acronychia schistacea T.G.Hartley
- Acronychia similaris T.G.Hartley
- Acronychia smithii T.G.Hartley
- Acronychia suberosa C.T.White
- Acronychia trifoliolata Zoll. & Moritzi
- Acronychia vestita F.Muell.
- Acronychia wabagensis T.G.Hartley
- Acronychia wilcoxiana (F.Muell.) T.G.Hartley
- Acronychia wisseliana T.G.Hartley

... · 
Acradenia · 
Acronychia · 
Aegle · 
Afraegle · 
Amyris · 
Casimiroa · 
Choisya · 
Citrus · 
Clausena · 
Dictamnus · 
Diplolaena · 
Fortunella · 
Limonia · 
Melicope · 
Murraya · 
Phellodendron · 
Poncirus · 
Ptelea · 
Ruta · 
Skimmia · 
Tetradium · 
Vangueriella · 
Vepris · 
Zanthoxylum · 
Zieria · 
...